# Droopy
Droopy (conocido también como Motita en español) es un personaje animado creado por Tex Avery para el estudio de animación de Metro-Goldwyn-Mayer en 1943, con una personalidad opuesta 
a otro famoso personaje de MGM, Screwy Squirrel, (la Ardilla Loca). Conocido originalmente como Happy Hound hasta 1949, este afligido Basset hound hablaba en un tono monótono, y aunque no lo pareciera, era lo bastante astuto como para vencer a sus enemigos Lobo McLobo/McWolf (principal enemigo de Droopy) y Spike/Butch el bulldog (no confundir con Spike, personaje de Tom y Jerry, el cual también es llamado Killer en algunos episodios). Avery usó esta misma broma en el cortometraje de 1941: "Tortoise Beats Hare" para Warner Bros. De hecho, este corto muestra algunas ideas sobre la personalidad de Droopy, el personaje Tortuga Cecil es bastante similar a Droopy.

## Historia

### Metro-Goldwyn-Mayer
Droopy apareció por primera vez en el dibujo animado de MGM Dumb-Hounded, estrenado por MGM el 20 de marzo en 1943 el cual es considerado como uno de los mejores trabajos de Avery. La primera escena de Droopy consiste en el personaje dirigiéndose a la audiencia y diciendo "hola gente feliz... ¿saben algo? Yo soy el héroe". En el dibujo animado, Droopy está tras la pista de un convicto que escapó de la cárcel. La voz y personalidad de Droopy estaban basados en el personaje Wallace Wimple de la comedia radial Fibber McGee and Molly; el actor Bill Thompson, quien interpretó a Wimple, hizo la voz original de Droopy. El personaje ha sido interpretado por otros actores de voz, incluyendo a Don Messick, quien repitió el rol en los años 1990. 
Probablemente su cortometraje más famoso es Northwest Hounded Police, donde Droopy aparece literalmente en todos los sitios donde el villano intenta huir. Droopy era un actor versátil: podía interpretar a un policía, un vaquero, heredor, entre otros.
Lo que hacía al personaje más divertido era su increíble fuerza, debido a su estatura y carácter. Solo cuando estaba molesto demostraba esta habilidad, casi siempre acompañado de la frase "¿Sabes algo? Eso me enfurece". Tras esto golpeaba al villano y lo lanzaba sobre su cabeza.
Avery tomó un descanso en MGM entre 1950 y 1951, durante este tiempo Dick Lundy se encargó de los dibujos animados de Droopy como Caballero Droopy, y algunos de Barney Bear. Avery regresó en 1951 y continuó trabajando con Droopy hasta que su departamento fue cerrado por MGM en 1953. Michael Lah, animador de Avery, ayudó a William Hanna y Joseph Barbera a terminar Deputy Droopy luego que Avery dejara el estudio. Lah dejó MGM, pero regresó en 1955 para dirigir los cortometrajes de Droopy en CinemaScope. Su corto One Droopy Knight (1957) fue nominado al Oscar al mejor cortometraje animado de 1957. Sin embargo, para el estreno de One Droopy Knight' el estudio de animación de MGM había cerrado por seis meses.

### Otras apariciones
En los años 1970, Filmation produjo una serie animada de Droopy para televisión, con Frank Welker y el productor Lou Scheimer alternándose como la voz del perro. 
En los años 1990 Hanna-Barbera creó Tom & Jerry Kids, Droopy tenía un hijo pequeño llamado Dripple —posiblemente una versión más grande del infante que aparece en Homesteader Droopy—. El éxito de esta serie permitió la creación de varios productos del personaje: juguetes, peluches, productos comestibles, etc. Tom & Jerry Kids tuvo un spin-off, Droopy, Master Detective. También tuvo cameos en dos películas: como un acensorista en ¿Quién engañó a Roger Rabbit? (la voz fue hecha por el director Richard Williams), y en Tom and Jerry: The Movie (voz hecha por Messick). Droopy además tuvo cameos en los cortometrajes de Roger Rabbit, Tummy Trouble, Rollercoaster Rabbit y Trail Mix-Up (interpretado por Williams en el primer corto y por Corey Burton en los últimos dos). Droopy además apareció en la serie de 2006 Tom and Jerry Tales interpretado por Don Brown.
Fue creado un cómic de Droopy a mediados de los años 1990 por Dark Horse Comics. En 2004, Droopy apareció como un cliente en un episodio de la serie Harvey Birdman, abogado ("Droopy Botox", 18 de julio de 2004). Además en 2004, Droopy apareció en Drawn Together de Comedy Central como el narrador de un libro grabado (Clara's Story: How I Kissed a Black Girl por Princess Clara) que el personaje Foxxy Love escucha en el episodio "Clara's Dirty Little Secret"
Matt Groening ha dicho que el personaje Hans Moleman de Los Simpson está basado en Droopy.
También ha hecho cameo en la versión de la serie de Cartoon Network, Las nuevas aventuras de Tom y Jerry, y en una de las películas animadas más recientes de la década del 2000.

## Filmografía en MGM
Dirigidos por Tex Avery
- Dumb-Hounded (1943)
- The Shooting Of Dan McGoo (1945)
- Wild And Woolfy (1945)
- Northwest Hounded Police (1946)
- Señor Droopy (1949)
- Wags To Riches (1949)
- Out-Foxed (1949)
- The Chump Champ (1950)
- Daredevil Droopy (1951)
- Droopy's Good Deed (1951)
- Droopy's "Double Trouble" (1951)

Dirigidos por Dick Lundy
- Caballero Droopy (1952)

Dirigidos por Tex Avery
- The Three Little Pups (1953)
- Drag-A-Long Droopy (1954)
- Homesteader Droopy (1954)
- Dixieland Droopy (1954)
- Deputy Droopy (1955, directed by Avery and Michael Lah)
- Millionaire Droopy (1956, remake de Wags to Riches, supervisado por William Hanna y Joseph Barbera)

Dirigidos por Michael Lah
- Grin And Share It (1957)
- Blackboard Jumble (1957)
- One Droopy Knight (1957)
- Sheep Wrecked (1958)
- Mutts About Racing (1958)
- Droopy Leprechaun (1958)